# Miles Chamley-Watson
Miles Chamley-Watson, född 3 december 1989 i London, är en amerikansk fäktare.
Han blev olympisk bronsmedaljör i florett vid sommarspelen 2016 i Rio de Janeiro.